# Acantholimon titovii
Acantholimon titovii är en triftväxtart som beskrevs av Igor Alexandrovich Linczevski. Acantholimon titovii ingår i släktet Acantholimon och familjen triftväxter. Inga underarter finns listade i Catalogue of Life.